# Microterys tranusimarginis
Microterys tranusimarginis är en stekelart som beskrevs av Xu 2002. Microterys tranusimarginis ingår i släktet Microterys och familjen sköldlussteklar. Inga underarter finns listade i Catalogue of Life.